# Gabaldon
Gabaldon è una municipalità di quarta classe delle Filippine, situata nella Provincia di Nueva Ecija, nella regione di Luzon Centrale.
Gabaldon è formata da 16 baranggay:
- Bagong Sikat
- Bagting
- Bantug
- Bitulok (North Pob.)
- Bugnan
- Calabasa
- Camachile
- Cuyapa
- Ligaya
- Macasandal
- Malinao
- Pantoc
- Pinamalisan
- Sawmill
- South Poblacion
- Tagumpay